# Elena Ubiivovk
Elena Ubiivovk (russe : Елена Убийвовк ; 22 novembre 1918 – 26 mai 1942) était une partisane et cheffe de Komsomol au cours de la Seconde Guerre mondiale. Elle a été, à titre posthume, déclarée Héroïne de l'Union soviétique le 8 mai 1965, plus de vingt ans après sa mort.

## Enfance
Ubiivovk est née le 22 novembre 1918 dans une famille ukrainienne de la région de Poltava ; son père est médecin. En 1937, elle sort diplômée de l'école secondaire avec les honneurs. Elle s'inscrit ensuite au département d'astronomie de l'Université nationale de Kharkiv, qu'elle termine en 1941.

## Activités partisanes
En novembre 1941, Ubiivovk fonde un Komsomol clandestin surnommé « Les femmes invaincues de Poltav ». Initialement, le groupe est composé de neuf membres et d'elle-même, mais finalement elles recrutent jusqu'à atteindre une vingtaine de personnes, plus Ubiivovk et un correspondant du Krasnaïa Zvezda, le capitaine Sergeï Sapigo. Initialement, le groupe offre de la nourriture et des vêtements civils aux prisonniers de guerre soviétiques détenus à proximité d'un hôpital dans lequel l'un d'entre eux travaille, mais après avoir reçu deux radios d'un détachement partisan de la forêt de Dikan, ils commencent à fournir des informations. Pendant les six mois d’existence du groupe, ils propagent plus de 2 000 dépliants anti-allemands, aident 18 prisonniers soviétiques à s'échapper, volent les armes de dépôts allemands, brûlent un bureau contenant les registres et les listes des personnes devant être envoyées aux travaux forcés en Allemagne, et aident d'autres villes à établir des mouvements de résistance. À une occasion, les partisans sabotent l'équipement dans l'usine de réparation de tank, provoquant des accidents lors de leur remise en route ; ils ont également détruit une centrale électrique,.
Finalement, l'unité commence à faire des plans pour entrer en communication avec l'Armée rouge et faire des missions de reconnaissance, mais un courrier détenant un rapport sur leurs activités et les informations qu'ils seraient en mesure de fournir à l'Armée rouge s'ils pouvaient s'engager dans une communication régulière, est capturé. Sous la torture, il trahit les membres du Komsomol, dont Ubiivovk et Sapigo. Tous les membres de la résistance sont arrêtés et interrogés pendant trois semaines avant d'être tous abattus le 26 mai 1942. Ubiivovk est torturée et interrogée vingt-six fois avant son exécution et envoie plusieurs lettres réclamant du poison pour pouvoir mettre fin à ses jours si besoin. Elle est, à titre posthume, déclarée Héroïne de l'Union soviétique le 8 mai 1965, par le décret du Soviet Suprême,.

## Distinctions
- Héros de l'Union soviétique

## Hommages
- En 2013, le prix Lyalya Ubiivovk est créé par le Conseil régional de Poltava pour marquer son 95e anniversaire. La première remise de prix a lieu en décembre de la même année[4].
- Un buste d'elle est érigé à Kharkiv en 1958[5].
- Un monument[6] et une plaque commémorative[7] sont érigés à Poltava.